# 27525 Vartovka
27525 Vartovka (2000 HZ34) là một tiểu hành tinh vành đai chính được phát hiện ngày 29 tháng 4 năm 2000 bởi P. Pravec và Peter Kušnirák ở Đài thiên văn Ondřejov.